# Gościnko
Gościnko (deutsch Klein Jestin) ist ein Dorf in der Woiwodschaft Westpommern in Polen. Das Dorf gehört zur Gmina Karlino (Stadt- und Landgemeinde Körlin) im Powiat Białogardzki (Belgarder Kreis). 

## Geographische Lage
Das Dorf liegt in Hinterpommern, etwa 100 km nordöstlich von Stettin und etwa 24 km südlich von Kolberg. 
Durch den Ort verläuft in West-Ost-Richtung die polnische Landesstraße 6, deren Verlauf hier der ehemaligen Reichsstraße 2 entspricht. Die nächsten Nachbarorte sind im Norden Robuń (Rabuhn), im Osten Karwin (Karvin), im Süden Domacyno (Dumzin) und im Südwesten Ramlewo (Ramelow).  

## Geschichte
Die älteste Geschichte von Klein Jestin im Herzogtum Pommern hängt mit der Geschichte des etwa 8 ½ Kilometer nordwestlich gelegenen Groß Jestin zusammen: Im Jahre 1238 bestätigte Papst Gregor IX. dem Johanniterorden den Besitz von drei Ordenshäusern, die ein verstorbener pommerscher Fürst Ratibor und dessen Sohn Bogislaw dem Orden geschenkt hatten, darunter das Ordenshaus in „Gostino“. Dies wird das spätere Groß Jestin gewesen sein, denn in einer Urkunde von 1290 erscheinen „zwei Dörfer Jestin, Groß und Klein genannt“ („duas villas Jezstyn majorem et minorem nominitas“), in einer Urkunde von 1296 dann „Alt und Groß, Neu und Klein Jestin“ („antiquo et magno, novo et parvo Yestin“). Vermutlich wurde der ältere Ort im Rahmen der Deutschen Ostsiedlung mit deutschen Bauern belegt und die slawischen Bewohner an einen neuen Ort umgesetzt, der dann Klein Jestin genannt wurde. 
Im Jahre 1290 verkaufte ein Ritter Johann Ramel (aus der adligen Familie Ramel) Groß Jestin, Klein Jestin und (Alt) Bork an das Kloster Doberan in Mecklenburg. 1297 vergab das Kloster den weit entfernten Besitz und damit auch Klein Jestin auf Lebenszeit an einen Ritter Johann von Heydebreck (aus der adligen Familie Heydebreck) sowie seine Gemahlin und seine Mutter. 1329 verkaufte das Kloster die drei Dörfer an Henning und Bertram von Heydebreck, die jedoch die Dörfer dem Rat der Stadt Kolberg zum Pfand gaben. 1346/1347 übernahm der Kolberger Rat die drei Dörfer als verfallenes Pfand; damit wurde Klein Jestin zu einem Kolberger Stadteigentumsdorf. 
Auf der Großen Lubinschen Karte des Herzogtums Pommern von 1618 ist das Dorf als „L[ütken] Gestin“ eingetragen.   
Erstmals 1666 wurde ein Angehöriger der adligen Familie Damitz als Besitzer von Klein Jestin genannt. Wann und auf welche Weise die Damitz das bisherige Kolberger Stadteigentumsdorf erworben hatten, ist nicht überliefert. Der Rittmeister Georg Bogislaw von Damitz geriet in finanzielle Schwierigkeiten und musste das Gut 1780 an seine Gläubiger abgeben. 
In Ludwig Wilhelm Brüggemanns Beschreibung des Herzogtums Vor- und Hinterpommern (1784) ist Klein Jestin unter den adeligen Gütern des Fürstentums Cammin aufgeführt. Klein Jestin lag damals „auf der großen Landstraße von Cörlin über Regenwalde nach Stargard“. In Klein Jestin gab es damals ein Vorwerk, also den Gutsbetrieb, drei Bauernstellen, einen Krug und eine Schmiede, insgesamt acht Haushalte („Feuerstellen“). Klein Jestin gehörte damals den Gläubigern des Rittmeisters von Damitz.
Es folgten mehrere Besitzerwechsel: 1804 gehörte es einem Hauptmann Heinrich Otto von Borcke, der zugleich die Güter Karvin B und Dumzin gekauft hatte. Nach dem Tod des Hauptmanns fiel das Gut 1817 an dessen Schwiegersohn, den General Christian Adolf von Roebel. Dessen Sohn verkaufte das Gut 1852 an Otto Wilhelm Theodor Runge. 
In den 1830er Jahren wurde die Chaussee Stettin–Danzig durch das Dorf Klein Jestin gebaut (die spätere Reichsstraße 2 und heutige polnische Landesstraße 6). Damit erhielt Klein Jestin eine gute Verkehrsanbindung, insbesondere an die etwa 10 Kilometer östlich an der Chaussee gelegene Stadt Körlin mit ihrem Markt. 
Im 19. Jahrhundert bestanden der größere Gutsbezirk Klein Jestin und die kleine Landgemeinde Klein Jestin nebeneinander. Der Gutsbezirk Klein Jestin umfasste ca. 298 Hektar Land und zählte (Stand 1885) 115 Einwohner, die Landgemeinde Klein Jestin umfasste ca. 150 Hektar Land und zählte (Stand 1885) 51 Einwohner. Der Gutsbezirk Klein Jestin und die Landgemeinde Klein Jestin lagen bis 1872 im Kreis Fürstenthum und kamen mit dessen Aufteilung zum Kreis Kolberg-Körlin.
1887 teilte der letzte Gutsbesitzer, Heinrich Prey, das Gut in 13 Bauernstellen und ein Restgut auf. Die neuen Bauernstellen wurden in der Feldmark außerhalb des Dorfes angelegt. Nach 1905 wurde die Aufteilung des Gutes auch politisch nachvollzogen und der Gutsbezirk in die Landgemeinde Klein Jestin eingemeindet. 
Bis 1945 bildete Klein Jestin eine Landgemeinde im Landkreis Kolberg-Körlin in der preußischen Provinz Pommern. Neben Klein Jestin wurden keine weiteren Wohnplätze amtlich geführt.
Gegen Ende des Zweiten Weltkriegs wurde Klein Jestin im März 1945 durch die Rote Armee eingenommen. 1945 kam Klein Jestin, wie ganz Hinterpommern, an Polen. Die polnische Behörden vertrieben die Bevölkerung und ersetzten sie durch Polen. Der Ortsname wurde zu „Gościnko“ polonisiert.
Das Dorf gehört heute zur Gmina Karlino (Stadt- und Landgemeinde Körlin), in der es ein eigenes Schulzenamt bildet.

## Entwicklung der Einwohnerzahlen
- 1816: 043 Einwohner[6]
- 1855: 137 Einwohner[6]
- 1864: 145 Einwohner[6]
- 1895: 171 Einwohner[6]
- 1919: 177 Einwohner[6]
- 1925: 171 Einwohner[6]
- 1933: 183 Einwohner[6]
- 1939: 174 Einwohner[6]